# Paul Nivoix
Paul Nivoix (Saint-Denis, 24 dicembre 1893 – Parigi, 14 settembre 1958) è stato un commediografo, sceneggiatore e giornalista francese.

## Biografia
Dopo il suo debutto come giornalista nel settimanale Spectator di Marsiglia e all'Avant-Scène, Paul Nivoix fu, nei primi anni venti, un editore a Parigi del quotidiano Comœdia, «l'unico quotidiano francese per lettere e arti».
Nivoix si dimostrò un autore prolifico di testi per i palcoscenici del boulevard.
Grazie a lui, il suo amico d'infanzia Marcel Pagnol incontrò il mondo parigino del teatro e della letteratura. 
Insieme, realizzarono nel 1924, un vaudeville, Zio (Tonton), che ebbe un buon successo al Théâtre des Variétés. I consensi li incoraggiarono a scrivere una seconda opera, I mercanti di gloria (Les Marchands de gloire, 1925), una brillante satira di argomento patriottico, rappresentata nel 1925, con un successo maggiore della precedente, al Théâtre de la Madeleine; l'opera è incentrata sul ritorno improvviso di un reduce pianto come un eroe caduto sul fronte, e descrive, approfondendole, le tematiche dell'ipocrisia del mondo e dell'arrivismo.
Quest'opera risultò la più importante di Nivoix, che realizzò complessivamente commedie comico-
sentimentali e vere e proprie farse create con grande mestiere, anche se non sempre ricche di impegno sociale.
Nel 1926, Pagnol e Nivoix scrissero insieme un'ultima commedia, Una diretta al cuore (Un direct au cœur).
Da quel momento in poi, Paul Nivoix proseguì da solo la carriera di drammaturgo, scrivendo Eva nuda (Eve toute nue, 1927), La casa di fronte (La maison d'en face, 1932), I nuovi padroni (Les nouveaux maîtres, 1948), e contemporaneamente quella di sceneggiatore, passando dal teatro al cinema, dove diresse, nel 1949, il suo unico film, I nuovi padroni (Les nouveaux maîtres), adattato dalla sua opera teatrale.

## Opere

### Teatro
- Zio (Tonton, 1924);
- I mercanti di gloria (Les Marchands de gloire, 1925);
- Una diretta al cuore ( Un direct au cœur, 1926);
- Eva nuda (Eve toute nue, 1927);
- La casa di fronte (La maison d'en face, 1932);
- La scuola dei fagiani (L'École des faisans, 1944);
- Banderuola (Girouette, 1944);
- La vittoria di Parigi (La Victoire de Paris, 1945);
- Un uomo forte (Un homme fort, 1947);
- I nuovi padroni (Les nouveaux maîtres, 1948);
- L'Achille bollente (Le Bouillant Achille, 1948);
- Émile (1948);
- Gioventù (Jeunesse, 1951);
- Falso amore (L'Amour truqué, 1951).